# Eduard Eidam

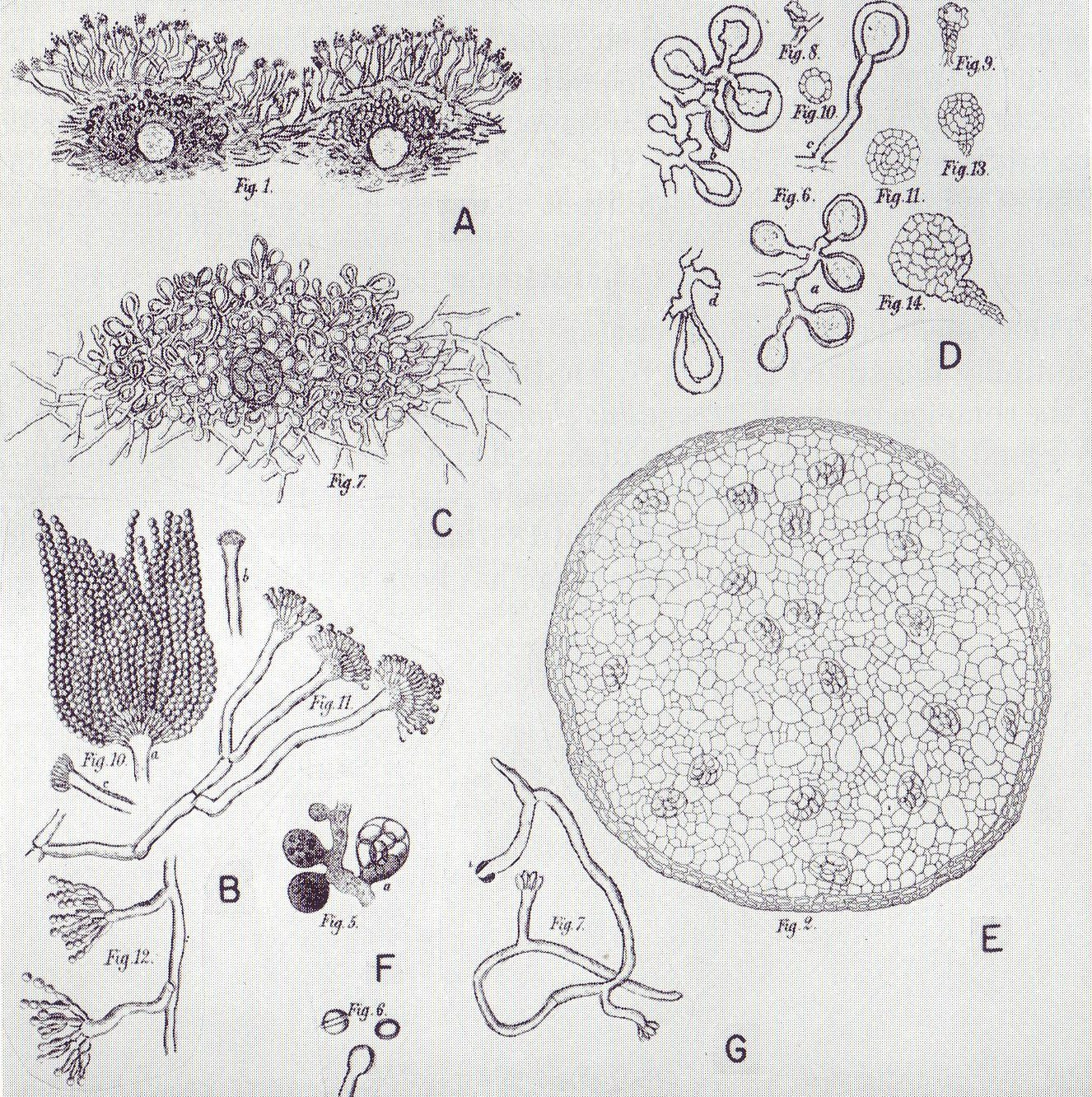
Sterigmatocystis nidulans Eidam 1883

Michael Emil Eduard Eidam (* 6. September 1845 in Nürnberg; † 1901) war ein deutscher Botaniker und Mykologe. Sein botanisches Autorenkürzel lautet „Eidam“.

## Leben
Eduard Eidam war ein Sohn der Eheleute Christian Conrad David und dessen Ehefrau Franziska Rosina Adele Eidam aus Nürnberg. Nach dem Besuch des Gymnasiums in Nürnberg absolvierte er eine pharmazeutische Ausbildung. Nach Bestehen des theoretischen und praktischen Examens und der dreieinhalbjährigen sogenannten „Servirzeit“ hörte er zwei Semester Pharmazie und Naturwissenschaften an der Ludwig-Maximilians-Universität München. Nach der am 3. August 1869 bestandenen Staatsprüfung als Apotheker zog Eduard Eidam nach Berlin, wo er in verschiedenen Laboratorien arbeitete und an der Universität Berlin weitere vier Semester studierte. Mit seiner auf Anregung des Mediziners Moritz Lövinson gefertigten Inaugural-Abhandlung Ueber den gegenwärtigen Standpunkt der Mycologie mit Rücksicht auf die Lehre von den Infections-Krankheiten wurde er in Rostock am 31. Juli 1871 zum Dr. phil. promoviert. Am 1. November 1873 wurde er Assistent an dem von Ferdinand Julius Cohn im Jahre 1866 gegründeten Pflanzenphysiologischen Institut der Königlichen Universität Breslau. Hier verfasste Eduard Eidam neben der Beschreibung für Kleeseide und Mooskapsel auch die Erläuterungen zu den Schimmelpilz-, Hefe- und Bakterien-Modellen sowie zum Roggenkorn und den insektenfressenden Pflanzen der von Robert Brendel als Hilfsmittel für den botanischen Unterricht gefertigten und zu den weltweit bedeutendsten zählenden naturwissenschaftlichen Modelle.
Eduard Eidam ist Erstbeschreiber des Gießkannenschimmels Sterigmatocystis nidulans Eidam 1883. Er beschrieb 1883 erstmals die Hülle-Zelle, eine Ansammlung von losem Hyphengeflecht, das bestimmte Schlauchpilze (Ascomycota) um ihre Fruchtkörper (Cleistothecien) legen und nach ihm auch Eidamsche Blasen genannt werden.
Eduard Eidam wurde 1895 das Prädikat Professor verliehen. Er wirkte zuletzt als Direktor der agricultur-botanischen Versuchsstation zu Breslau und ging am 1. Juli 1901 in den Ruhestand.
Er war seit 1875 Mitglied der Schlesischen Gesellschaft für vaterländische Kultur und wurde am 19. Juli 1881 unter der Präsidentschaft des Physikers Hermann Knoblauch unter der Matrikel-Nr. 2316 als Mitglied in die Kaiserliche Leopoldinisch-Carolinische Deutsche Akademie der Naturforscher aufgenommen.
Ihm zu Ehren wurde im Jahr 1904 durch Gustav Lindau die Gattung Eidamia Lindau 1904 aus der Abteilung der Schlauchpilze benannt (gilt heute als Synonym von Harzia Constantin 1888).

## Schriften
- Ueber den gegenwärtigen Standpunkt der Mycologie mit Rücksicht auf die Lehre von den Infections-Krankheiten. Inaugural-Abhandlung, Hecht, Berlin 1871 (Digitalisat)
- Der gegenwärtige Standpunkt der Mycologie mit Rücksicht auf die Lehre von den Infections-Krankheiten. Oliven, Berlin 1871 (Digitalisat)
- Der gegenwärtige Standpunkt der Mycologie mit Rücksicht auf die Lehre von den Infections-Krankheiten. Zweite Auflage, Oliven, Berlin 1872 (Digitalisat)
- Zur Kenntnis der Entwickelung bei den Ascomyceten. In: Beiträge zur Biologie der Pflanzen, 3, 1883, S. 377–433 (Digitalisat)